# Resonance FM
Pour les articles homonymes, voir Résonance (homonymie).
Resonance FM est une radio libre (community radio) londonienne à but non lucratif. Elle est gérée par le London Musicians' Collective (LMC) et présente une ligne de programmes visant à couvrir des artistes à l'écart des médias de masse. Son aire de diffusion est définie par un rayon de 5 km autour de son émetteur, situé sur le London Bridge.
La station est basée à Borough High Street, depuis son départ de Denmark Street en septembre 2007.

## Domaine
Resonance se présente elle-même comme la première station d'« art radiophonique de Londres ». Elle diffuse ainsi par exemple depuis janvier 2003 un programme hebdomadaire présenté par l'équipe du magazine The Wire, spécialisé dans la musique expérimentale et l'art contemporain. D'autres programmes sont destinés à certaines communautés londoniennes non desservies par d'autres stations.

## Histoire
À l'origine de Resonance FM se trouve une programmation radiophonique de 4 semaines réalisée par le London Musicians Collective en 1998 à l'occasion du festival Meltdown organisé dans le Southbank Centre et soutenu par John Peel. La station diffusait depuis le Royal Festival Hall et disposait d'une autorisation temporaire d'émission d'un mois sur la fréquence 107.3 FM,.
Phil England, l'un des organisateurs du programme original, établit qu'il visait à tenir un «  discours critique sur l'art radiophonique ».
Après un hiatus de trois ans, la station fait son retour sur les ondes le 1er mai 2001 depuis des studios de Denmark Street dans le quartier de Soho (West End). Le professeur Professor Anthony Everitt, désigné par Ofcom pour évaluer le travail de Resonance FM, salua sa grande ouverture musicale, la richesse de ses programmations et le fait qu'elle permettait ainsi à un plus grand nombre d'accéder à la culture d'avant-garde.
En conséquence la station obtint une autorisation d'émettre pendant 5 ans 24 heures sur 24 et 7 jours sur 7, qui fut renouvelée le 15 décembre 2005. Sa licence ne lui permet cependant que de disposer d'une faible puissance d'émission (la station peut être reçue dans le Central London mais ne couvre pas l'intégralité du Grand Londres), en particulier en comparaison avec les grandes radios londoniennes. Des interférences avec des radios pirates, en particulier durant le week-end, sont un problème dans certaines zones.
En 2006, Resonance FM est devenue la première radio libre nommée pour un Sony Radio Academy Awards (en), l'une des plus prestigieuses récompenses de l'industrie radiophonique britannique.